# SN 2011cq
SN 2011cq – supernowa typu II-pec odkryta 26 kwietnia 2011 roku w galaktyce M+00-31-44. W momencie odkrycia miała maksymalną jasność 18,90m.